# 飛行第59戰隊 (日本陸軍)
飛行第59战隊（ひこうだいごじゅうきゅうせんたい）是活躍于太平洋战争（大东亚战争）中的大日本帝国陸軍飛行战隊，是最早装备一式战斗機「隼」的部隊，是一支因在太平洋战争初期同飛行第64战隊一道以丰硕战果而被众所周知的部队。

## 概要
昭和13年（1938年）7月1日，各務原的飛行第1战隊中抽出的人員改编为2個装備九七式战斗機的中隊。1941年5月在立川改装备一式战斗機「隼」，8月返回漢口，由于「隼」的空中分解事故而于10月再次暂时返回立川，执行机体加固和加强武装改造。1941年12月7日在法属印度支那集結、同64战隊一道支援馬來亞登陆作战、参加攻占新加坡，进攻巨港，并参加攻占爪哇岛的作战，駐留爪哇岛。由于盟军后续反攻，在新几内亚战線与敌方優勢多数航空兵力相对峙，在极其痛苦的战斗中几乎耗尽战力，1944年2月为进行再次整编而撤退至九州的鷹ノ巣。7月机种替换为三式战斗機后执行本土防空任務。1945年4月为参加冲绳战役而移师知览。在特攻機的護衛任務和对登陆本島部隊的攻撃中战力耗尽并撤退到芦屋。其后再次改装备五式战斗機，在本土决战中作为对盟军进攻部队的特攻部隊而竭力保存战力直至迎来战争的结束。